# Rivelatore ecologico
Il rivelatore ecologico è un bagno di sviluppo per carta o pellicola privo di metolo e idrochinone, composti chimici potenzialmente tossici. Gli agenti di sviluppo sono generalmente costituiti da vitamina C e fenidone.
In commercio, sono reperibili:  l'XTol, rivelatore per pellicola della Kodak, e il Neutol Plus, rivelatore per carta a tono neutro di Agfa. Non è, tuttavia, difficile la preparazione casalinga di un rivelatore ecologico a partire dai composti base, facilmente reperibili anche su internet.